# UTC+12
UTC+12 er betegnelsen for den tidszone hvor klokken er 12 timer foran UTC.

## UTC+12 bruges som standard tid (vinter på den sydlige halvkugle)
- Fiji
- New Zealand (med undtagelse af Chatham Øerne)
- Nogle baser på Antarktis, inkl. Sydpolen
- Nordasien Rusland - Kamtjatka-tid Tjukotka autonome distrikt Kamtjatka-territoriet  Oceanien  Wake Island (USA) - Tid i USA Marshalløerne Kiribati Gilbert- og Banabaøerne Nauru  Tuvalu  Wallis og Futuna (Frankrig) - Tid i Frankrig

## UTC+12 bruges året rundt
|  | EET  | Kaliningrad-tid   | UTC+2  | (MSK–1) |
|  | MSK  | Moskva-tid        | UTC+3  | (MSK±0) |
|  | SAMT | Samara-tid        | UTC+4  | (MSK+1) |
|  | YEKT | Jekaterinburg-tid | UTC+5  | (MSK+2) |
|  | OMST | Omsk-tid          | UTC+6  | (MSK+3) |
|  | KRAT | Krasnojarsk-tid   | UTC+7  | (MSK+4) |
|  | IRKT | Irkutsk-tid       | UTC+8  | (MSK+5) |
|  | YAKT | Jakutsk-tid       | UTC+9  | (MSK+6) |
|  | VLAT | Vladivostok-tid   | UTC+10 | (MSK+7) |
|  | MAGT | Magadan-tid       | UTC+11 | (MSK+8) |
|  | PETT | Kamtjatka-tid     | UTC+12 | (MSK+9) |

### Asien
- I dele af Rusland (Kamtjatka kraj og Tjukotskij autonome okrug) hvor tiden kaldes Kamtjatka tid eller MSK+8 da tidszonen er 8 timer foran Moskva tid

### Oceanien
- Wake Island (hører under USA)
- Marshalløerne
- Dele af Kiribati (Gilbertøerne og Banaba)
- Nauru
- Tuvalu
- Wallis og Futuna (hører under Frankrig)